# Puchar Polski w Koszykówce Mężczyzn 2015/2016
Puchar Polski w Koszykówce Mężczyzn 2016 – 53. edycja Pucharu Polski w koszykówce mężczyzn.
Triumfatorem została Rosa Radom, pokonując w finale obrońcę tytułu, Stelmet Zielona Góra 74:64 i rewanżując się tym samym za porażkę w poprzedniej edycji.

## System rozgrywek
Rozgrywki odbyły się w formule Final Eight. Udział w turnieju przed sezonem zapewniony miał gospodarz turnieju (w październiku 2015 r. w tej roli wybrano MKS Dąbrowę Górniczą). Pozostałe 7 miejsc przypadło klubom zajmującym najwyższe miejsca w tabeli Polskiej Ligi Koszykówki sezonu 2015/16 na dzień 11 stycznia 2016.

## Drabinka turniejowa
Losowanie drabinki turniejowej odbyło się 12 stycznia 2016 o godzinie 14:30 w Pałacu Kultury Zagłębia. W ćwierćfinałach rozstawione zostały: MKS Dąbrowa Górnicza, Stelmet BC Zielona Góra, Rosa Radom i Anwil Włocławek, a nierozstawione były: Energa Czarni Słupsk, Polski Cukier Toruń, Asseco Gdynia oraz Polfarmex Kutno.
|  |                      |                      |                         |                         |    |                         |                         |           |  |  |       |       |       |
|  | Ćwierćfinały         | Ćwierćfinały         | Ćwierćfinały            |                         |    | Półfinały               | Półfinały               | Półfinały |  |  | Finał | Finał | Finał |
|  | Ćwierćfinały         | Ćwierćfinały         | Ćwierćfinały            |                         |    | Półfinały               | Półfinały               | Półfinały |  |  | Finał | Finał | Finał |
|  |                      |                      |                         |                         |    |                         |                         |           |  |  |       |       |       |
|  |                      |                      |                         |                         |    |                         |                         |           |  |  |       |       |       |
|  | Rosa Radom           | Rosa Radom           | 67                      |                         |    |                         |                         |           |  |  |       |       |       |
|  | Rosa Radom           | Rosa Radom           | 67                      |                         |    |                         |                         |           |  |  |       |       |       |
|  | Polski Cukier Toruń  | Polski Cukier Toruń  | 65                      |                         |    |                         |                         |           |  |  |       |       |       |
|  | Polski Cukier Toruń  | Polski Cukier Toruń  | 65                      |                         |    | Rosa Radom              | Rosa Radom              | 81        |  |  |       |       |       |
|  |                      |                      |                         |                         |    | Rosa Radom              | Rosa Radom              | 81        |  |  |       |       |       |
|  |                      |                      | Energa Czarni Słupsk    | Energa Czarni Słupsk    | 70 |                         |                         |           |  |  |       |       |       |
|  | MKS Dąbrowa Górnicza | MKS Dąbrowa Górnicza | Energa Czarni Słupsk    | Energa Czarni Słupsk    | 70 | 69                      |                         |           |  |  |       |       |       |
|  | MKS Dąbrowa Górnicza | MKS Dąbrowa Górnicza |                         |                         |    |                         |                         |           |  |  |       |       |       |
|  | Energa Czarni Słupsk | Energa Czarni Słupsk | 71                      |                         |    |                         |                         |           |  |  |       |       |       |
|  | Energa Czarni Słupsk | Energa Czarni Słupsk | 71                      |                         |    | Rosa Radom              | Rosa Radom              | 74        |  |  |       |       |       |
|  |                      |                      |                         |                         |    |                         |                         |           |  |  |       |       |       |
|  |                      |                      | Stelmet BC Zielona Góra | Stelmet BC Zielona Góra | 64 |                         |                         |           |  |  |       |       |       |
|  | Stelmet Zielona Góra | Stelmet Zielona Góra | Stelmet BC Zielona Góra | Stelmet BC Zielona Góra | 64 | 86                      |                         |           |  |  |       |       |       |
|  | Stelmet Zielona Góra | Stelmet Zielona Góra |                         |                         |    |                         |                         |           |  |  |       |       |       |
|  | Asseco Gdynia        | Asseco Gdynia        | 62                      |                         |    |                         |                         |           |  |  |       |       |       |
|  | Asseco Gdynia        | Asseco Gdynia        | 62                      |                         |    | Stelmet BC Zielona Góra | Stelmet BC Zielona Góra | 87        |  |  |       |       |       |
|  |                      |                      |                         |                         |    | Stelmet BC Zielona Góra | Stelmet BC Zielona Góra | 87        |  |  |       |       |       |
|  |                      |                      | Anwil Włocławek         | Anwil Włocławek         | 59 |                         |                         |           |  |  |       |       |       |
|  | Anwil Włocławek      | Anwil Włocławek      | Anwil Włocławek         | Anwil Włocławek         | 59 | 75                      |                         |           |  |  |       |       |       |
|  | Anwil Włocławek      | Anwil Włocławek      |                         |                         |    |                         |                         |           |  |  |       |       |       |
|  | Polfarmex Kutno      | Polfarmex Kutno      | 66                      |                         |    |                         |                         |           |  |  |       |       |       |
|  | Polfarmex Kutno      | Polfarmex Kutno      | 66                      |                         |    |                         |                         |           |  |  |       |       |       |

### Ćwierćfinały
| 18 lutego 201618:00 | Rosa Radom                                                  | 67:65(10:20, 22:17, 12:15, 23:13) | Polski Cukier Toruń                                                             | Hala Widowiskowo-Sportowa Centrum, Dąbrowa Górnicza Widzów: 800 Sędzia: Tomasz Trawicki, Dariusz Zapolski, Robert Mordal |
| 18 lutego 201618:00 | Pkt:Harris 18 Zb:Harris 10 As:Sokołowski, Thomas po 5 każdy | 67:65(10:20, 22:17, 12:15, 23:13) | Pkt:Michalak 15 Zb:Gibson, Wiśniewski po 6 każdy As:Gibson, Michalak po 5 każdy | Hala Widowiskowo-Sportowa Centrum, Dąbrowa Górnicza Widzów: 800 Sędzia: Tomasz Trawicki, Dariusz Zapolski, Robert Mordal |

| 18 lutego 201620:30 | MKS Dąbrowa Górnicza                       | 69:71(13:14, 19:18, 17:19, 20:20) | Energa Czarni Słupsk                   | Hala Widowiskowo-Sportowa Centrum, Dąbrowa Górnicza Widzów: 1800 Sędzia: Piotr Pastusiak, Marek Maliszewski, Łukasz Andrzejewski |
| 18 lutego 201620:30 | Pkt:Broadus 21 Zb:Williams 8 As:Broadus 11 | 69:71(13:14, 19:18, 17:19, 20:20) | Pkt:Harper 27 Zb:Harper 9 As:Harper 10 | Hala Widowiskowo-Sportowa Centrum, Dąbrowa Górnicza Widzów: 1800 Sędzia: Piotr Pastusiak, Marek Maliszewski, Łukasz Andrzejewski |

| 19 lutego 201618:00 | Stelmet BC Zielona Góra            | 86:62(23:16, 20:17, 23:21, 20:8) | Asseco Gdynia                           | Hala Widowiskowo-Sportowa Centrum, Dąbrowa Górnicza Widzów: brak danych Sędzia: Tomasz Trawicki, Dariusz Zapolski, Krzysztof Puchałka |
| 19 lutego 201618:00 | Pkt:Bost 15 Zb:Đurišić 8 As:Bost 6 | 86:62(23:16, 20:17, 23:21, 20:8) | Pkt:Hickey 17 Zb:Matczak 7 As:Matczak 7 | Hala Widowiskowo-Sportowa Centrum, Dąbrowa Górnicza Widzów: brak danych Sędzia: Tomasz Trawicki, Dariusz Zapolski, Krzysztof Puchałka |

| 19 lutego 201620:30 | Anwil Włocławek                                                    | 75:66(22:16, 11:21, 23:15, 19:14) | Polfarmex Kutno                                            | Hala Widowiskowo-Sportowa Centrum, Dąbrowa Górnicza Widzów: brak danych Sędzia: Piotr Pastusiak, Michał Proc, Łukasz Andrzejewski |
| 19 lutego 201620:30 | Pkt:Oguchi, Skibniewski po 17 każdy Zb:Bristol 10 As:Skibniewski 5 | 75:66(22:16, 11:21, 23:15, 19:14) | Pkt:Fraser 16 Zb:Johnson 8 As:Parker, Zyskowski po 3 każdy | Hala Widowiskowo-Sportowa Centrum, Dąbrowa Górnicza Widzów: brak danych Sędzia: Piotr Pastusiak, Michał Proc, Łukasz Andrzejewski |

### Półfinały
| 20 lutego 201615:30 | Rosa Radom                                                      | 81:70(18:23, 24:10, 25:13, 14:22) | Energa Czarni Słupsk                   | Hala Widowiskowo-Sportowa Centrum, Dąbrowa Górnicza Widzów: 700 Sędzia: Grzegorz Ziemblicki, Dariusz Zapolski, Michał Proc |
| 20 lutego 201615:30 | Pkt:Szymkiewicz 18 Zb:Hajrić, Sokołowski po 5 każdy As:Thomas 4 | 81:70(18:23, 24:10, 25:13, 14:22) | Pkt:Harper 15 Zb:Jackson 8 As:Harper 9 | Hala Widowiskowo-Sportowa Centrum, Dąbrowa Górnicza Widzów: 700 Sędzia: Grzegorz Ziemblicki, Dariusz Zapolski, Michał Proc |

| 20 lutego 201618:00 | Stelmet BC Zielona Góra                    | 87:59(31:16, 13:16, 23:16, 20:11) | Anwil Włocławek                                 | Hala Widowiskowo-Sportowa Centrum, Dąbrowa Górnicza Widzów: brak danych Sędzia: Marek Ćmikiewicz, Marcin Kowalski, Tomasz Trawicki |
| 20 lutego 201618:00 | Pkt:Zamojski 20 Zb:Đurišić 10 As:Ponitka 6 | 87:59(31:16, 13:16, 23:16, 20:11) | Pkt:Skibniewski 15 Zb:Oguchi 4 As:Skibniewski 3 | Hala Widowiskowo-Sportowa Centrum, Dąbrowa Górnicza Widzów: brak danych Sędzia: Marek Ćmikiewicz, Marcin Kowalski, Tomasz Trawicki |

### Finał
| 21 lutego 201620:00 | Rosa Radom                            | 74:64(22:17, 9:14, 24:11, 19:22) | Stelmet Zielona Góra                                          | Hala Widowiskowo-Sportowa Centrum, Dąbrowa Górnicza Widzów: brak danych Sędzia: Marek Ćmikiewicz, Marcin Kowalski, Dariusz Zapolski |
| 21 lutego 201620:00 | Pkt:Harris 23 Zb:Thomas 8 As:Thomas 6 | 74:64(22:17, 9:14, 24:11, 19:22) | Pkt:Ponitka, Zamojski po 12 każdy Zb:Đurišić 11 As:Koszarek 4 | Hala Widowiskowo-Sportowa Centrum, Dąbrowa Górnicza Widzów: brak danych Sędzia: Marek Ćmikiewicz, Marcin Kowalski, Dariusz Zapolski |